# Stanton under Bardon
 (octobre 2023).
Pour les articles homonymes, voir Stanton et Bardon.
Stanton under Bardon est une paroisse civile et un village du Leicestershire, en Angleterre.